# Kapituła Kolegiacka Żuławska
Kapituła Kolegiacka Żuławska w Nowym Stawie – jedna z czterech kapituł diecezji elbląskiej. Powstała przy parafii św. Mateusza Apostoła w Nowym Stawie, dekretem biskupa elbląskiego Andrzeja Śliwińskiego, 25 marca 2002 roku w dziesiątą rocznicę powstania diecezji elbląskiej. W momencie powstania kapituła nie została obdarowana kanonikami, instalacji kanoników dokonano dopiero dekretem bp. Jacka Jezierskiego z 15 stycznia 2015 r. Instalacja odbyła się 21 X 2015 roku w liturgiczne wspomnienie św. Mateusza. W dekrecie konfirmującym Kapitułę Żuławską, biskup elbląski Jacek Jezierski potwierdził decyzję bp. Śliwińskiego, zobowiązując jej kanoników rzeczywistych do przygotowania nowej wersji statutów i przedłożenia ich do zatwierdzenia. Oprócz tego, przypominał m.in. o stroju i dystynktorium kanonickim, a nade wszystko wskazał, że przynależność do kapituły jest wyróżnieniem, ale i zadaniem do wypełnienia. Do realizacji tego zadania, obok wytycznych, określonych przez prawo Kościoła powszechnego, bp Jezierski dołączył i zlecił Kapitule Żuławskiej: troskę o wspólnotę kapłańską i pielęgnowanie duchowości księży diecezjalnych (kan. 503 KPK). Ustanowiona w Nowym Stawie Kapituła Kolegiacka Żuławska jest czwartą taką instytucją w diecezji elbląskiej. Wcześniej powstała Elbląska Kapituła Katedralna w Elblągu, Kwidzyńska Kapituła Konkatedralna w Kwidzynie oraz Pomezańska Kapituła Konkatedralna w Prabutach.